# Телигонум
Телигонум (лат. Theligonum) — род травянистых растений семейства Мареновые (Rubiaceae).

## Ботаническое описание
Однолетние или многолетние, однодомные травы.

## Виды и распространение
Род включает 4 вида:
- Theligonum cynocrambe L. (1753) typus[1] — Телигонум обыкновенный — Канарские острова и Средиземноморье (до Крыма и северо-запада Ирана)
- Theligonum formosanum (Ohwi) Ohwi & T.S.Liu (1977) — Тайвань (уезд Пиндун)
- Theligonum japonicum Ôkubo & Makino (1889) — Япония и Китай (провинции Шэньси, Аньхой и Чжэцзян)
- Theligonum macranthum Franch. (1888) — Китай (провинции Сычуань, Хубэй и Чжэцзян)